# UAEディルハム
ディルハム（アラビア語: درهم）は、1973年から使用されているアラブ首長国連邦の通貨。ISO 4217の通貨コードはAED。通貨記号はد.إで、非公式にはDHやDhsといったラテン文字での略式表記も用いられる。補助単位は100分の1のフィルス（アラビア語: فلس）。

## 歴史
1966年以前、現在のアラブ首長国連邦を構成する全ての首長国では湾岸ルピーが流通しており、1966年から1973年にかけてはアブダビを除く全ての首長国でカタール・ドバイ・リヤルが流通していた。この湾岸ルピーからカタール・ドバイ・リヤルへ移行するあいだは、わずかな期間ながらカタール同様に首長国もサウジアラビア・リヤルを採用していた。そして1973年、アラブ首長国連邦は通貨としてUAEディルハムを導入。導入時のレートはカタール・ドバイ・リアルに対して1ディルハム＝1リアル、アブダビで使用されていたバーレーン・ディナールに対しては1ディルハム＝0.1ディナールを平価とした。
1978年1月28日をもってIMFの特別引出権と公式にペッグされたが、実際は大半の期間をアメリカ合衆国ドルとペッグしていた。1997年11月から現在にかけてはアメリカ合衆国ドルと1ドル＝3.6725ディルハムでペッグしており、これはおよそ1ディルハム＝0.272294ドルにあたる。

## 硬貨
1973年、カタール・ドバイ・リヤルと寸法や素材が同一の1、5、10、25、50フィルス、1ディルハム硬貨が導入された。1995年には50フィルス、1ディルハム硬貨の寸法が縮小され、50フィルス硬貨については丸みを帯びた七角形のデザインに変更された。発行されている全ての硬貨は額面価値などの数字部分にインド数字が用いられ、文字部分はアラビア語が刻まれている。日常生活において1、5、10フィルス硬貨が使われることはあまりなく、25フィルス単元に切り上げもしくは切り捨てられることが多い。そのため1フィルス硬貨はほとんど流通していない。また両替の際は、旧50フィルス硬貨と新1ディルハム硬貨がほぼ同じ大きさであることからそれらを混同するおそれがある。
1976年以降、アラブ首長国連邦の首長や行事を祝賀した数種類の記念硬貨がアラブ首長国連邦中央銀行から発行されている。

### 1ディルハム硬貨偽造問題
2006年8月、フィリピンの1ペソ硬貨と1ディルハム硬貨はそれぞれ同じ寸法であることが公に報道された。1ペソ硬貨は約8フィルス程度の価値しかなく、アラブ首長国連邦内の自動販売機をつかった詐欺問題へと発展している。1ペソ硬貨は2003年4月21日に材質と重さが変更され、2018年3月26日からは新硬貨となっている。

## 紙幣
1973年、アラブ首長国連邦通貨委員会は第1次紙幣にあたる1、5、10、50、100、1000ディルハム紙幣を導入。1982年に1、1000ディルハム紙幣の発行を省いた第2次紙幣が導入された。以来、500ディルハム紙幣が1983年に導入されたことに続き、1989年に200ディルハム紙幣、2000年には1000ディルハム紙幣が再び導入された。これら紙幣の文字部分は表がアラビア語で裏は英語、数字部分は表がインド数字で裏はアラビア数字を用いて印刷されている。
現在利用可能な紙幣は5、10、20、50、100、200、500、1000紙幣の8種である。200ディルハム紙幣は1989年に造幣されたのみで、銀行に蓄蔵された紙幣から市中へわずかに流通するだけであったが、2008年に新200ディルハム紙幣が発行され同年5月下旬より流通を開始した。新200ディルハム紙幣は新たな偽造対策技術が施されており、おもな構成色も緑・茶色から黄色・茶色へ変更された。
| 1982年シリーズ | 1982年シリーズ | 1982年シリーズ | 1982年シリーズ | 1982年シリーズ | 1982年シリーズ                                 | 1982年シリーズ                                   |
| 画像           | 画像           | 額面           | 寸法           | 主色           | 図柄                                           | 図柄                                             |
| 表             | 裏             | 額面           | 寸法           | 主色           | 表                                             | 裏                                               |
| -------------- | -------------- | -------------- | -------------- | -------------- | ---------------------------------------------- | ------------------------------------------------ |
|                |                | 5ディルハム    | 157×67mm       | 茶色           | シャージャ中央市場（ブルー・スーク）           | ハイタカ、北部海岸と入り江                       |
|                |                | 10ディルハム   | 147×62mm       | 緑             | アラブ・ダガー                                 | ハイタカ、樹木農場、椰子の木                     |
|                |                | 20ディルハム   | 149×63mm       | 青             | ドバイクリーク・ゴルフ&ヨットクラブ            | ハイタカ、ダウ船「サマア」                       |
|                |                | 50ディルハム   | 151×64mm       | 紫             | アラビアオリックス                             | ハイタカ、アル・アインのアル・ジャヒリ・フォート |
|                |                | 100ディルハム  | 155×66mm       | ピンク         | ドバイのファヒディ・フォート                   | ハイタカ、ドバイ世界貿易センター                 |
|                |                | 200ディルハム  | 157×67mm       | 茶色           | シャリーア裁判所、ザーイド・スポーツ・シティー | ハイタカ、アラブ首長国連邦中央銀行本店           |
|                |                | 500ディルハム  | 159×68mm       | ネイビー       | ハイタカ                                       | ハイタカ、ジュメイラ・モスク                     |
|                |                | 1000ディルハム | 163×70mm       | アクアマリン   | アブダビのアル・ホスン・パレス                 | ハイタカ、アブダビ市街                           |